# American Football Conference
American Football Conference eller AFC er en del af den amerikanske football liga NFL (National Football League). Inden sammenlægningen til det nuværende NFL var det en separat liga med navnet AFL (American Football League). 
Konferencen består anno 2005, ligesom NFC, af 4 divisioner med 4 hold i hver, et total på 16 hold. De 4 divisioner hedder AFC North, -South, -East og -West. AFC består af:

## AFC North
- Baltimore Ravens
- Cincinnati Bengals
- Cleveland Browns
- Pittsburgh Steelers

## AFC South
- Houston Texans
- Indianapolis Colts
- Jacksonville Jaguars
- Tennessee Titans

## AFC West
- Denver Broncos
- Kansas City Chiefs
- Oakland Raiders
- Los Angeles Chargers

## AFC East
- Buffalo Bills
- Miami Dolphins
- New England Patriots
- New York Jets